# 哈德克努特一世
哈德克努特（丹麥語：Hardeknud），丹麥歷史上的傳說國王。根據北歐的朗纳尔之子的传说故事，哈德克努特是蛇眼西居爾的兒子，維京英雄朗納爾·洛德布羅克的孫子。哈德克努特的兒子是老戈姆，丹麥歷史上第一位有確切文獻記載的國王。